# Radiano por segundo
Radiano por segundo (abreviado: rad/s) é a unidade de medida padrão do SI (Sistema Internacional de Unidades) que representa a velocidade angular; equivale ao deslocamento angular de 1 radiano efetuado em 1 segundo. É utilizada para medição da frequência em movimentos circulares e periódicos.

Uma volta completa em torno de um circunferência realizada em 1 segundo, terá velocidade angular igual a 2π radianos por segundo.